# 雑色杉本遺跡
座標: 北緯35度23分32.5秒 東経139度35分47.3秒 / 北緯35.392361度 東経139.596472度
雑色杉本遺跡（ぞうしきすぎもといせき）は、神奈川県横浜市港南区笹下5丁目に所在する縄文時代から古墳時代にかけての複合遺跡。笹下中央公園の地中に埋没しているため、解説看板はあるが普段その姿をみることは出来ない。

## 概要

### 立地
大岡川の源流である笹下川と日野川が合流する平野部（京急上大岡駅や、横浜市営地下鉄ブルーライン港南中央駅などがある）に面した標高60メートルほどの丘陵地帯で、笹下川の西側に面した台地状の尾根筋にある。遺跡範囲として、この尾根筋の北縁で現在環状2号線が東西に走る付近から、南側の笹下中央公園と住宅地を含む、230メートル×150メートルほどの範囲が設定されている（遺跡番号「港南区№60」）。

### 調査
横浜市都市計画道路（環状2号線）の建設にあたり、道路として削り落とされることになった遺跡範囲の北側部分が横浜市埋蔵文化財センターによって発掘調査されている。
1989年（平成元年）・1991年（平成3年）の2回の試掘調査と、1995年（平成7年）の試掘および本調査の結果、縄文時代早期の遺構として土壙（落とし穴）26基、竪穴建物跡1棟、石組炉1基、溝状遺構2条が発見され、縄文時代早期に発生したとみられる地割れの痕跡も見つかった。遺物として縄文時代早期の土器片（撚糸文土器・条痕文土器）、石器（石斧など）、縄文中期の土器片、弥生時代後期の土器片などが出土した。
またこの一帯には、中世に笹下城が存在したと伝えられ、雑色杉本遺跡の範囲も城域に含まれるとされていたことから、1989年（平成元年）の第1回調査の際には城郭遺構の発見を主眼として試掘が行われたが、曲輪のような城郭遺構と目された平坦な場所は、縄文時代以前に形成された埋没谷による地形であり、城郭または中世に属する遺構は発見されなかったという。

### 現在
発掘調査された範囲は削り落とされ、環状2号線となって消滅したが、南側に隣接する笹下中央公園一帯では元来の尾根が残っており、未調査の縄文～古墳時代集落が地下に残されていると考えられる。また、同公園内に遺跡の説明板が立てられている。